# 才原茉莉乃
才原 茉莉乃（さいはら まりの、1992年1月20日 - ）は、日本の元アイドル、女優、タレント、Actwres girl'Z。2013年に結成された日本の女性アイドルグループChubbiness（チャビネス）の元メンバー。 ニックネームは、｢才ちゃん｣｢まりのん｣才原茉莉乃推しを｢才原団｣と称する。
兵庫県出身。特技のアクション(キャラクタショーの経験豊富)とイラストはかなりの腕を持っている。才能豊かで1人での活動も期待されている。
2022年アクトレスガールズ所属
2025年AWG6代目チャンピオン

## 略歴
- 『ぷに子が日本をHAPPYに』を合言葉に、2013年6月にavexとCanCamが手を組んで開催した「全国ぷに子オーディション」で約3,500名の中から選ばれたChubbiness（チャビネス）のメンバーとなる。楽曲プロデュースは古坂大魔王が行い、ピコ太郎の姉妹ユニットとして2013年から2019年までユニット活動。担当カラーは青。
- 2019年3月9日、Chubbiness全員の卒業[1]をもってタレント、女優として活動中。
- 2021年3月31日　エイベックス・マネジメントを退社し、フリーランスとして活躍。
- 2022年3月13日　アクトレスガールズとしてアクトレスリングデビュー。
- 2024年6月14日　アクトレスリングにヒール集団アクトレスキラーズという強さを押し出したヒール集団が確立。ヒーローとして先頭で戦っていくことになる。

## 人物
- 好きなモノは、特撮ヒーロー、アメコミヒーロー、歴史、寺社仏閣巡り、旅、コスプレ、アニメ、小説、ゲーム、アクション、スポーツなど。
- 特技は、殺陣（素手の立ち回り3年経験）・極真空手初段・柔道三級（緑帯）・マニアックものまね

## 活動

### 舞台

#### 2015年
- アリスインプロジェクト『新・戦国降臨ガール』[2]（2015年10月21日 - 25日、全労済ホールスペース・ゼロ） - 柴田勝家 役

#### 2016年
- 『世界は僕のＣＵＢＥで造られる２０１６』（2016年6月15日 - 26日、サンモールスタジオ） - チームBe ピエロ（滑稽のＣＵＢＥ） 役（ダブルキャスト）

#### 2017年
- 『クォンタムドールズ２０１７』（2017年7月5日 - 9日、六行会ホール） - 光組 大城美雪 役（ダブルキャスト）

#### 2018年
- 『チャビネスエンターテイメントショー』グループ演劇公演

#### 2019年
- 朝倉薫プロデュース・ガールズハイパーミュージカル『スタントウーマン！』（2019年8月6日 - 12日、築地本願寺ブディストホール） - 那智組 萩原愛 役（ダブルキャスト）
- 劇団まけん組 WALLOP☆THEATER Act.3 朗読劇『涙』（2019年12月1日、押上ＷＡＬＬＯＰ放送局） - ゲスト出演

#### 2020年
- 『ゲートシティーの恋２０２０』（2020年1月28日 - 2月2日、中野テアトルＢＯＮＢＯＮ） - Ａチーム 冬馬 役、Ｂチーム 谷中候補生 役
- 時代劇『サゼン～幕～』（2020年2月19日 - 2月24日、あうるすぽっと） - 繚組 朝顔（花魁） 役（ダブルキャスト）
- 宮崎理奈プロデュース舞台『こんなベタなことが私におこるなんて、思ってもみなかった。』（2020年11月18日 - 11月23日、CBGKシブゲキ!!）

#### 2021年
- 劇団6番シード第72回公演『ボイルド・シュリンプ&クラブ』（2021年4月29日-5月9日、池袋シアターKASSAI）CASE3,4話ケイ役(B公演)
- 真Ninja Illusion LIVE The REAL（2021年7月3日 – 8月21日、浅草九劇）Team透破、ゾンビ忍者約）
- Aznet Produce劇場公演 『命の唱』（2021年10月20日-24日、ウエストエンドスタジオ）TEAM海　アオイ役
- EN&ONプロデュース 男装朗読劇 男装探偵ロミオシリーズ 『殉教のレ・ミゼラブル』（2021年11月5日-7日、絵空箱）TEAMB　開高蓮役
- 三学演義2021　～三国志教育プログラムが導入された学校で三国統一を目指します!（2021年12月1日 -12月5日、池袋シアターグリーンBIG TREE THEATER）赤壁》若宮萌乃役

#### 2022年
- アクトリング公演『ACTRING 鏡編 壱ノ面 / 葉隠ノ章～ひび割れた約束～』（4月10日 東京　新木場1stRing）葉隠忍 役
- アクトリング公演『ACTRING 鏡編 弐ノ面 / Shelollノ章～深淵～』（5月8日 東京　新木場1stRing）葉隠忍 役
- BIG MOUTH CHICKEN produce vol.18 【remake WORLD】 （2022年6月1日-6月5日　築地ブティストホール）“白虎石”チーム
- 「嫌な女ほど何故こんなに愛しいのか」（2022年7月22日-23日　赤坂チャンスシアター） Bチーム
- 「Feathers～short stories～」（2022年9月17日-25日　シアターKASSAI Aチーム）第1話「バスケットボールダイアリーズ」 合利・キャサリーナ・晴子役
- 「スーパーマンガ大戦MAX」（2022年12月14日-18日　池袋シアターKASSAI）ソユン役
- アクトリング『東京コミコン2022 スペシャルステージ』（11月26日 千葉　幕張メッセ）葉隠忍 役

#### 2023年
- アクトリング公演『ACTRING2023』（3月5日 東京　新木場1stRing）葉隠忍 役[3]
- 「道化王」（2023年3月18日-4月2日　萬劇場) Bチーム　フォユン役
- アクトリング『川口×絶品グルメ☆ビール＆日本酒祭り スペシャルステージ』（4月29日-30日 埼玉　川口駅東口駅前キュポ・ラ広場）葉隠忍 役[4]
- アクトリング『大阪コミコン2023 スペシャルステージ』（5月6日 大阪　インテックス大阪）葉隠忍 役
- アクトリング『ACTRING 鏡編弐ノ面Shelollノ章「深淵」』（10月29日 東京　新木場1stRing）葉隠忍 役[5]
- アクトリング『東京コミコン2023 スペシャルステージ』（12月9日 千葉　幕張メッセ）葉隠忍 役
- アクトリング『東京コミコン2023 アストアクションスペシャルステージ』（12月10日 千葉　幕張メッセ）

#### 2024年
- アクトリング『大阪コミコン2024 スペシャルステージ』（5月3日 大阪　インテックス大阪）葉隠忍 役
- 『大阪コミコン2024 アメコミ×プロレス』（5月4日 大阪　インテックス大阪）パワーガール 役[6]
- アクトリング公演『アクトリング　スペシャルステージ』（5月31日 東京　新木場1stRing）葉隠忍 役[7]
- アクトリング スペシャルオムニバス公演（11月1日~4日 東京　アルネ543）葉隠忍 役ほか
- 東京コミコン2024『コスプレクロスオーバーバトル！アメコミ×プロレス』（12月6日 千葉　幕張メッセ）パワーガール 役[8]
- 東京コミコン2024『アクトレスガールズスペシャルステージ』（12月7日 東京　幕張メッセ）葉隠忍 役[9]
- アクトリング本公演『ACTRING／鏡編 参ノ面 蕨公演 Star magical☆projectノ章 〜Heartfelt Credit～』（12月15日 埼玉 蕨レッスル武道館）葉隠忍 役

### CM
- 2017年 ＫＩＲＩＮ『のどごし（生）』～カレーなるナイアガラ～編

### テレビ
- 2017年2月　超ポンコツさまぁ～ず（テレビ東京）
- 2019年5月　沼にハマってきいてみた アメコミ沼特集　（NHK Eテレ）
- 2024年12月24日　ロンドンハーツ（テレビ朝日）太夫フェス2024 でNetflixで放送された「極悪女王」のパロディで「極白女王」の中のクラッシュギャルズのライオネス飛鳥を演じた

### プロレス
- 2022年3月13日　アクトレスガールズとしてアクトレスリングデビュー
- 2025年3月16日　後楽園ホール公演にてAWGシングル王座を初戴冠。（相手は夏葵）[10]

### 映画
・2021年10月　神ミタイナ時間
・2025年1月　タイムマシンガール

### 配信
- 2ねん2くみらじお（YouTube配信）- 同じ中学校の同級生である芸人のそると（女性）と二人喋りのネットラジオ番組

### イベント
2014年
- ４月　アメコミnight～スパイダーマンnight!～　@新宿ネイキッドロフト
- ７月　アメコミnight!　feat. 豆魚雷！@新宿ネイキッドロフト
- ８月　アメコミnight! 2014コミコン・レポート！@新宿ネイキッドロフト
- 12月　アメコミnight 大忘年会　@新宿ネイキッドロフト

2015年
- ２月　アメコミnight　シャザムnight!
- ４月　アメコミnight　ディスク・ウォーズ:アベンジャーズnight!
- ５月　アメコミnight　豆魚雷night!アメキャラTシャツ大戦争リターンズ！
- ７月　アメコミnight　コミコンnight!
- 12月　アメコミnight　忘年会night

2016年
- ２月　アメコミnight　シャザムnight!
- ４月　豆魚雷20周年記念(アメコミ)night!　@新宿ネイキッドロフト
- ５月　アメコミnight! in 立川
- 10月　アメコミnight! TCAFスペシャル　@渋谷ロフト9
- 11月　アイドルピカソ＃4@押上WAROS
- 11月　はまぐちコントサークル企画編「スナックうめこスペシャル」第五回　@新宿角座
- 11月　ツギクル女子集めました！@秋葉原ZERO-G
- 12月　Chubbiness才原茉莉乃と忘年会(アメコミ)night　@新宿ネイキッドロフト

2017年
- ２月　アイドルピカソ＃７　@押上WAROS
- ９月　ヴァースコミックス一日店長　 @ヴァースコミックス
- ９月　ホビー専門店「TamTam秋葉原店」応援大使（SHOWROOMイベント優勝）
- 11月　アメコミnightリーグ　@渋谷ロフト9
- 12月　アメコミ女子会featuring FMアメコミット！」　@新宿ネイキッドロフト

2018年
- ４月　アメコミnightリーグ２　@渋谷ロフト9
- ４月　アイドルピカソ＃15@押上WAROS
- ５月　『才原茉莉乃とコスプレオフ会』　＠秋葉原アニソンDJバー『あるけみすと』　（SHOWROOMイベント優勝）
- ８月　沖縄「カヌチャリゾート」スナップ撮影　（SHOWROOMイベント準優勝）

2019年
- ４月　アメコミnight　@渋谷ロフト9
- ９月　コミコン（アメコミ)night2019　@渋谷ロフト9
- ９月　アイドルピカソ＃29@押上WAROS

2020年
- ２月　一ヶ月後バースデー＠新宿ネイキッドロフト（22日）
- ３月　アメコミnight！10周年イベント　@渋谷ロフト9

2021年
- 10月　タロウィンパーティー【ハロウィンコーナーライブ】@新宿V-1

2022年
- ５月　アメコミnight特別編MCU・オブ・マッドネス @阿佐ヶ谷ロフト
- ７月　 初恋村人狼@新宿V-1
- 12月　初恋村クリスマス@新宿V-1

2023年
- 9月　アメコミnightリーグ：コミコンnight @阿佐ヶ谷ロフト
- 12月　Studio K’z　ファン感謝祭2023　＠シアターkassai

2024年
- 『はなきん屋敷のメイドさん～奇妙な食事会への招待状再～』（8月3日　東京　秋葉原）マロングラッセ役

2025年
- 『才原茉莉乃バースデーパーティー』（2月1日　神奈川　NAKED LOFT YOKOHAMA）